# 赫雷賓齊
49°58′37″N 24°6′53″E / 49.97694°N 24.11472°E
赫雷賓齊（羅馬化：Hrebintsi）是烏克蘭西部的村莊，隸屬利維夫州的利維夫區。該村始建於1399年，面積0.91平方公里，2001年人口414，人口密度每平方公里456.45人。